# Raionul Ivanivka, Herson
Ivanivka (în ucraineană Іванівський район, transliterat: Ivanivskîi raion) este un raion în regiunea Herson, Ucraina. Reședința sa este așezarea de tip urban Ivanivka.

## Demografie
Componența lingvistică a raionului Ivanivka
     Ucraineană (90,15%)
     Rusă (7,05%)
     Alte limbi (0,68%)
Conform recensământului din 2001, majoritatea populației raionului Ivanivka era vorbitoare de ucraineană (90,15%), existând în minoritate și vorbitori de rusă (7,05%).